# 内田幹夫
内田 幹夫（うちだ みきお、1955年〈昭和30年〉7月4日 - ）は、日本の政治家。新潟県魚沼市長（2期）。

## 来歴
新潟県湯之谷村（現・魚沼市）生まれ。1974年（昭和49年）3月、新潟県立小出高等学校卒業。同年4月、湯之谷村農協（現・JA北魚沼）に就職。
1981年（昭和56年）、旅行会社（現社名・株式会社内田観光サービス）を起業。2009年（平成21年）、湯之谷商工会長に就任。
2020年（令和2年）10月15日、任期満了に伴う魚沼市長選挙に立候補する意向を新潟日報の取材で表明。同年12月6日に行われた市長選挙で、自民党系市議の支援を受けた現職の佐藤雅一を破り初当選した。12月12日、市長就任。
※当日有権者数：30,325人 最終投票率：68.49%（前回比：＋0.59pts）
| 候補者名 | 年齢 | 所属党派 | 新旧別 | 得票数   | 得票率 | 推薦・支持 |
| -------- | ---- | -------- | ------ | -------- | ------ | ---------- |
| 内田幹夫 | 65   | 無所属   | 新     | 11,017票 | 53.8%  |            |
| 佐藤雅一 | 69   | 無所属   | 現     | 9,460票  | 46.2%  |            |

2024年（令和6年）12月1日、無投票で再選。